# Д’Арагона, Людовико
Людовико Д’Арагона (итал. Ludovico D'Aragona; 23 мая 1876, Чернуско-суль-Навильо, Королевство Италия — 17 июня 1961, Милан, Италия) — итальянский социалист-реформист и государственный деятель, министр транспорта Италии (1950−1951).

## Биография
В 1892 г. вступил в Партию итальянских трудящихся (с 1895 г. — Итальянская социалистическая партия) (ИСП). В начале XX века — один из организаторов итальянских профсоюзов и забастовочной борьбы. В период правления правительства Криспи был вынужден эмигрировать. По возвращении являлся секретарём палат труда в городах Брешиа, Павия, Генуя, Сампьердарена, секретарём-инспектором Всеобщей конфедерации труда (ВКТ). В 1918—1925 гг. — генеральный секретарь ВКТ. В период революционных событий («Красное двухлетие» 1919—1920) проводил примиренческую политику.
После установления фашистской диктатуры (1922) выступил за самороспуск ВКТ, который произошел в январе 1927 г.
В 1946 г. был избран в Учредительное собрание. Активно содействовал расколу ИСП (1947) и был одним из лидеров Социалистической партии итальянских трудящихся (с 1951 г. — Итальянская демократическая социалистическая партия). В 1948—1949 гг. — её генеральный секретарь.
В послевоенные годы входил в правительство:
1946—1947 гг. — министр труда и социальной защиты,
1947—1948 гг. — министр почт и коммуникаций,
1950—1951 гг. — министр транспорта Италии.
В 1948—1953 гг. — сенатор. В 1953 отошёл от политической деятельности.
Был известен как публицист, входил в состав руководящих органов ряда организаций, работающих в сфере труда и социальной защиты.